# ジョエル・ペラルタ
ジョエル・ペラルタ・グティエレス（Joel Peralta Gutiérrez, 1976年3月23日 - ）は、ドミニカ共和国モンセニョール・ノウエル州ボナオ出身の元プロ野球選手（投手）。右投右打。

## 経歴

### プロ入りとアスレチックス傘下時代
1996年7月4日にオークランド・アスレチックスと契約。契約後はドミニカ共和国でプレーしていたが、1998年6月4日に自由契約となった。

### エンゼルス時代
1999年2月25日にアナハイム・エンゼルスとマイナー契約を結んだ。
2000年に渡米し、この年はパイオニアリーグのルーキー級ビュート・カッパーキングスとA-級ボイシ・ホークスでプレー。A-級ボイシでは4試合に登板し、防御率6.48だった。
2001年はA級シーダーラピッズ・カーネルズとAA級アーカンソー・トラベラーズでプレー。A級シーダーラピッズでは41試合に登板し、0勝0敗23セーブ・防御率2.13だった。
2002年もA級シーダーラピッズとAA級アーカンソーでプレー。A級シーダーラピッズでは41試合に登板し、5勝0敗21セーブ・防御率0.95だった。
2003年はAA級アーカンソーとAAA級ソルトレイク・スティンガーズでプレー。AA級アーカンソーでは47試合に登板し、5勝4敗20セーブ・防御率2.24だった。
2004年はAAA級ソルトレイクで39試合に登板し、4勝2敗1セーブ・防御率4.98だった。
2005年はAAA級ソルトレイクで開幕を迎えた。5月23日にフランシスコ・ロドリゲスが故障者リスト入りしたため、メジャー契約を結び、25日のシカゴ・ホワイトソックス戦でメジャーデビュー。3点ビハインドの7回表2死から登板し、2.1回を無安打無失点4奪三振に抑えた。その後は中継ぎとして定着していたが、8月31日にAAA級ソルトレイクへ降格した。この年は28試合に登板し、1勝0敗、防御率3.89だった。

### ロイヤルズ時代
2005年10月7日にウェーバーでカンザスシティ・ロイヤルズへ移籍した。
2006年2月26日にロイヤルズと1年契約に合意。4月1日にAAA級オマハ・ロイヤルズへ配属され、そのまま開幕を迎えたが、4月17日にメジャーへ昇格。昇格後はリリーフとして奮闘していたが、7月に入ると救援失敗が目立つようになった。7月22日にAAA級オマハへ降格したが、31日に再昇格。この年は64試合に登板し、1勝3敗1セーブ・防御率4.40だった。
2007年2月21日にロイヤルズと1年契約に合意。この年は62試合に登板し、1勝3敗1セーブ・防御率3.80だった。
2008年2月20日にロイヤルズと1年契約に合意。3月29日にAAA級オマハへ配属され、そのまま開幕を迎えた。4月17日にメジャーへ昇格。昇格後は18試合に登板したが、防御率5.64と不調が続き、6月8日にAAA級オマハへ降格。6月23日に再昇格したが、6試合中5試合で失点するなど、結果を残せないまま、7月21日にAAA級へ降格した。翌日の7月21日にジミー・ゴッブルが故障者リスト入りしたため、再昇格した。この年は40試合に登板し、1勝2敗、防御率5.98だった。
2009年1月20日にロイヤルズと1年契約に合意したが、4月1日に自由契約になった。

### ロッキーズ時代
2009年4月8日にコロラド・ロッキーズとマイナー契約を結んだ。5月18日にロッキーズとメジャー契約を結び、昇格後は22試合に登板したが、防御率5.85と落ち込み、7月21日にAAA級コロラドスプリングス・スカイソックスへ降格した。登録枠が拡大された9月1日に再昇格。この年は27試合に登板し、0勝3敗・防御率6.20だった。オフの10月28日にFAとなった。

### ナショナルズ時代

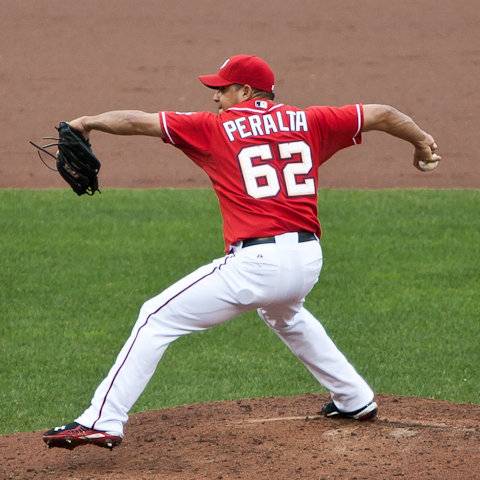
ワシントン・ナショナルズ時代
（2010年8月1日）

2009年12月15日にワシントン・ナショナルズとマイナー契約を結んだ。
2010年はAAA級シラキュース・チーフスで開幕を迎え、28試合に登板。2勝0敗20セーブ・防御率1.08の好成績を残し、6月21日にナショナルズとメジャー契約を結んだ。昇格後は39試合に登板し、1勝0敗・防御率2.02だった。オフの12月2日にノンテンダーFAとなった。

### レイズ時代
2010年12月17日にタンパベイ・レイズと90万ドルの1年契約を結んだ。
2011年は71試合に登板し、3勝4敗6セーブ・防御率2.93だった。オフの12月20日にレイズと217万5000ドルの1年契約に合意した。
2012年もセットアッパーとして活躍していたが、6月9日のナショナルズ戦で、グラブに松やにが付着しているとの指摘を受け、1球も投げないまま退場を宣告された。その後、MLB機構から8試合出場停止の処分を受けた。この年は76試合に登板し、2勝6敗2セーブ・防御率3.63だった。オフの10月29日にFAとなったが、11月20日にレイズと総額600万ドルの2年契約（2015年から2017年・各年250万ドルの球団オプション付き）を結んだ。
2013年はリーグトップで自己最多の80試合に登板し、3勝8敗1セーブ・防御率3.41だった。
2014年は69試合に登板し、3勝4敗1セーブ・防御率4.41だった。オフの11月3日にレイズが250万ドルの球団オプションを行使した。

### ドジャース時代
2014年11月20日にホセ・ドミンゲス、グレッグ・ハリスとのトレードでアダム・リベラトーレと共にロサンゼルス・ドジャースへ移籍した。
2015年11月7日に球団が契約オプションを破棄し自由契約となった。オフはドミニカ共和国のウィンターリーグでプレー。

### マリナーズ時代
2016年2月9日にシアトル・マリナーズとマイナー契約を結び、スプリングトレーニングに招待選手として参加した。4月3日にメジャー契約を結び、開幕ロースター入りした。6月2日にDFAとなり、4日に自由契約となった。

### カブス時代
2016年6月10日にシカゴ・カブスとマイナー契約を結び、27日にメジャー契約を結んで25人枠入りした。7月6日にDFAとなり、8日に40人枠を外れる形で傘下のAAA級アイオワ・カブスへ配属された。9月16日に現役引退が発表された。

## 投球スタイル
球種は、平均球速89.5mph(約144km/h)のフォーシームと、カーブ、スプリッター。以前はチェンジアップやスライダーをメインの変化球として投げていたが、2009年からはほぼ前述の3球種しか投げていない。また非常に稀だが、ツーシームやカットボールも投げる事がある。
ゴロアウトよりもフライアウトの方が多い典型的なフライボールピッチャーであり、被弾が多いのが最大の弱点である。

## 詳細情報

### 年度別投手成績
| 年 度     | 球 団     | 登 板 | 先 発 | 完 投 | 完 封 | 無 四 球 | 勝 利 | 敗 戦 | セ 丨 ブ | ホ 丨 ル ド | 勝 率 | 打 者 | 投 球 回 | 被 安 打 | 被 本 塁 打 | 与 四 球 | 敬 遠 | 与 死 球 | 奪 三 振 | 暴 投 | ボ 丨 ク | 失 点 | 自 責 点 | 防 御 率 | W H I P |
| --------- | --------- | ----- | ----- | ----- | ----- | -------- | ----- | ----- | -------- | ----------- | ----- | ----- | -------- | -------- | ----------- | -------- | ----- | -------- | -------- | ----- | -------- | ----- | -------- | -------- | ------- |
| 2005      | LAA       | 28    | 0     | 0     | 0     | 0        | 1     | 0     | 0        | 0           | 1.000 | 145   | 34.2     | 28       | 6           | 14       | 2     | 0        | 30       | 2     | 0        | 15    | 15       | 3.89     | 1.21    |
| 2006      | KC        | 64    | 0     | 0     | 0     | 0        | 1     | 3     | 1        | 17          | .250  | 304   | 73.2     | 74       | 10          | 17       | 2     | 2        | 57       | 5     | 0        | 37    | 36       | 4.40     | 1.24    |
| 2007      | KC        | 62    | 0     | 0     | 0     | 0        | 1     | 3     | 1        | 7           | .250  | 366   | 87.2     | 93       | 9           | 19       | 5     | 2        | 66       | 2     | 0        | 39    | 37       | 3.80     | 1.28    |
| 2008      | KC        | 40    | 0     | 0     | 0     | 0        | 1     | 2     | 0        | 1           | .333  | 224   | 52.2     | 56       | 15          | 14       | 0     | 2        | 38       | 1     | 0        | 37    | 35       | 5.98     | 1.33    |
| 2009      | COL       | 27    | 0     | 0     | 0     | 0        | 0     | 3     | 0        | 6           | .000  | 113   | 24.2     | 27       | 3           | 12       | 2     | 3        | 22       | 0     | 0        | 17    | 17       | 6.20     | 1.58    |
| 2010      | WSH       | 39    | 0     | 0     | 0     | 0        | 1     | 0     | 0        | 9           | 1.000 | 189   | 49.0     | 30       | 5           | 9        | 4     | 1        | 49       | 0     | 0        | 12    | 11       | 2.02     | 0.80    |
| 2011      | TB        | 71    | 0     | 0     | 0     | 0        | 3     | 4     | 6        | 19          | .429  | 256   | 67.2     | 44       | 7           | 18       | 3     | 0        | 61       | 3     | 0        | 23    | 22       | 2.93     | 0.92    |
| 2012      | TB        | 76    | 0     | 0     | 0     | 0        | 2     | 6     | 2        | 37          | .250  | 264   | 67.0     | 49       | 9           | 17       | 2     | 1        | 84       | 5     | 0        | 28    | 27       | 3.63     | 0.99    |
| 2013      | TB        | 80    | 0     | 0     | 0     | 0        | 3     | 8     | 1        | 41          | .273  | 291   | 71.1     | 47       | 7           | 34       | 1     | 0        | 74       | 1     | 0        | 31    | 27       | 3.41     | 1.14    |
| 2014      | TB        | 69    | 0     | 0     | 0     | 0        | 3     | 4     | 1        | 18          | .429  | 265   | 63.1     | 60       | 9           | 15       | 1     | 1        | 74       | 2     | 0        | 31    | 31       | 4.41     | 1.18    |
| 2015      | LAD       | 33    | 0     | 0     | 0     | 0        | 3     | 1     | 3        | 3           | .750  | 121   | 29.0     | 28       | 6           | 8        | 1     | 0        | 24       | 1     | 0        | 14    | 14       | 4.34     | 1.24    |
| 2016      | SEA       | 26    | 0     | 0     | 0     | 0        | 1     | 0     | 0        | 11          | 1.000 | 100   | 23.1     | 24       | 7           | 7        | 0     | 0        | 28       | 0     | 0        | 14    | 14       | 5.40     | 1.33    |
| 2016      | CHC       | 5     | 0     | 0     | 0     | 0        | 0     | 1     | 0        | 0           | .000  | 19    | 4.0      | 6        | 2           | 1        | 0     | 1        | 5        | 0     | 0        | 5     | 4        | 9.00     | 1.75    |
| '16計     | CHC       | 31    | 0     | 0     | 0     | 0        | 1     | 1     | 0        | 11          | .500  | 119   | 27.1     | 30       | 9           | 8        | 0     | 1        | 33       | 0     | 0        | 19    | 18       | 5.93     | 1.39    |
| MLB：12年 | MLB：12年 | 620   | 0     | 0     | 0     | 0        | 20    | 35    | 15       | 169         | .364  | 2657  | 648.0    | 566      | 95          | 185      | 23    | 13       | 612      | 22    | 0        | 303   | 290      | 4.03     | 1.16    |

- 各年度の太字はリーグ最高、赤太字はMLB記録

### 年度別守備成績
| 年 度 | 球 団 | 投手（P） | 投手（P） | 投手（P） | 投手（P） | 投手（P） | 投手（P） |
| 年 度 | 球 団 | 試 合     | 刺 殺     | 補 殺     | 失 策     | 併 殺     | 守 備 率  |
| ----- | ----- | --------- | --------- | --------- | --------- | --------- | --------- |
| 2005  | LAA   | 28        | 1         | 6         | 0         | 0         | 1.000     |
| 2006  | KC    | 64        | 6         | 4         | 0         | 2         | 1.000     |
| 2007  | KC    | 62        | 4         | 7         | 0         | 1         | 1.000     |
| 2008  | KC    | 40        | 3         | 2         | 0         | 0         | 1.000     |
| 2009  | COL   | 27        | 1         | 4         | 1         | 0         | .833      |
| 2010  | WSH   | 39        | 1         | 4         | 0         | 0         | 1.000     |
| 2011  | TB    | 71        | 7         | 2         | 0         | 1         | 1.000     |
| 2012  | TB    | 76        | 6         | 2         | 0         | 1         | 1.000     |
| 2013  | TB    | 80        | 3         | 4         | 0         | 0         | 1.000     |
| 2014  | TB    | 69        | 2         | 5         | 0         | 0         | 1.000     |
| 2015  | LAD   | 33        | 1         | 0         | 0         | 0         | 1.000     |
| 2016  | SEA   | 26        | 1         | 2         | 0         | 0         | 1.000     |
| 2016  | CHC   | 5         | 0         | 0         | 0         | 0         | ----      |
| '16計 | CHC   | 31        | 1         | 2         | 0         | 0         | 1.000     |
| MLB   | MLB   | 620       | 36        | 42        | 1         | 5         | .987      |

- 各年度の太字はリーグ最高

### 背番号
- 58 (2005年)
- 57 (2006年 - 2008年)
- 52 (2009年 - 2010年途中)
- 62 (2010年途中 - 2016年)